# Colom del Perú
El colom del Perú (Patagioenas oenops) és una espècie d'ocell de la família dels colúmbids (Columbidae) que habita boscos als Andes del nord del Perú.